# Lövskärs fjärden
Lövskärs fjärden är en fjärd i Finland. Den ligger i landskapet Egentliga Finland, i den sydvästra delen av landet, 200 km väster om huvudstaden Helsingfors.
Lövskärs fjärden avgränsas av Berghamn i väster, Sandö i nordväst, Bastuholm, Tvidjeskär och Träskholm i norr, Stora Limskär, Korpholm och Elvsö i öster samt Lillgyltö, Ramsskär och Rödskär i söder. Den ansluter till Berghamn fjärden i nordväst, Finnö djupet i nordöst, Furuskärs fjärden i öster samt Rödskärs fjärden i söder.